# Somatidia crassipes
Somatidia crassipes är en skalbaggsart som beskrevs av Thomas Broun 1883. Somatidia crassipes ingår i släktet Somatidia och familjen långhorningar. Inga underarter finns listade i Catalogue of Life.